# Phil Varone
Phil Varone (Long Island, 15 ottobre 1967) è un batterista statunitense, noto principalmente per la sua militanza nella band Saigon Kick. Ha inoltre suonato per Prunella Scales e Skid Row.

## Biografia
Phil Varone è nato Long Island, New York, da genitori di origini italiane. La sua famiglia si trasferisce a Fort Lauderdale, Florida nel 1980. Phil riceve da bambino il suo primo set di batteria come regalo di Natale. Impara a suonare lo strumento da autodidatta ascoltando i suoi gruppi e batteristi preferiti.
Nel 1988 fonda insieme ad alcuni amici i Saigon Kick, band con cui ottiene visibilità e milita fino al 1996. Successivamente si unisce ai Prunella Scales, gruppo del quale faceva parte il bassista Rachel Bolan, che Varone raggiungerà successivamente anche negli Skid Row. Nel 2012 raggiunge nuovamente i riformati Saigon Kick.
Parallelamente all'attività di musicista, Varone è apparso anche in diversi programmi televisivi come Miami Ink, e in alcune puntate di serie televisive quali Californication e Numb3rs.
Nel marzo del 2019 Varone annuncia di aver preso la decisione di abbandonare la carriera di batterista e che i concerti programmati con i Saigon Kick nel 2019 saranno il suo "tour d'addio" alla batteria.

## Discografia

### Con i Saigon Kick
- 1991 - Saigon Kick
- 1992 - The Lizard
- 1993 - Water
- 1995 - Devil in the Details
- 1998 - Moments from the Fringe
- 1998 - Greatest Mrs.: The Best of Saigon Kick
- 1999 - Bastards
- 2000 - Greatest Hits Live

### Con i Prunella Scales
- 1997 - Dressing Up the Idiot

### Con gli Skid Row
- 2003 - Thickskin